# Berberys chiński
Berberys chiński (Berberis chinensis) – gatunek krzewu należący do rodziny berberysowatych (Berberidaceae Juss.). Występuje w stanie dzikim w Chinach i wschodniej Azji.

## Zastosowanie i uprawa
- Roślina lecznicza – zawarta w korzeniach berberyna wykazuje działanie przeciwzapalne i jest stosowana doustnie w leczeniu infekcji jelitowych[4].
- Roślina jadalna – owoce są jadalne (surowe lub gotowane)[5].
- Roślina ozdobna o dekoracyjnych żółtych kwiatach.
- Uprawa: Preferuje wilgotne ilaste gleby lekkie oraz lekkie zacienienie, ale rośnie również na ciężkich glebach gliniastych. Gatunek jest odporny na mróz do temperatury -25 °C[6].